# Miriam A. Ferguson
Miriam Amanda Wallace "Ma" Ferguson, född 13 juni 1875 i Bell County, Texas, död 25 juni 1961 i Austin, Texas, var en amerikansk demokratisk politiker. Hon var guvernör i Texas 1925–1927 och 1933–1935. År 1924 blev Ferguson och Nellie Tayloe Ross de två första kvinnorna att vinna ett guvernörsval i USA. Ross tillträdde sitt ämbete i Wyoming femton dagar före Ferguson tillträdde som guvernör i Texas.

## Bakgrund
Efter studier i Bell County gifte hon sig 1899 med James E. Ferguson. "Ma" Ferguson var guvernörens hustru (First Lady of Texas) under maken "Pa" Fergusons ämbetsperiod som guvernör 1915–1917. "Pa" Ferguson avsattes och förbjöds att kandidera i guvernörsval i Texas på nytt. Av den anledningen kandiderade Miriam A. Ferguson i guvernörsvalet 1924.

## Guvernör i Texas
I demokraternas primärval vann Ferguson mot Felix D. Robertson som stöddes av Ku Klux Klan och var förespråkare för alkoholförbud. I själva guvernörsvalet besegrade hon republikanen George C. Butte. Vid ämbetstillträdet den 20 januari 1925 var hon den andra kvinnliga guvernören i USA:s historia. Som guvernör fick hon igenom en lag mot masker som var avsedd att drabba Ku Klux Klan men lagen ogiltigförklarades av domstolarna. Hon benådade 100 fångar i månaden som ledde till häftig kritik. Enligt motståndarna tog både hon och guvernörens make "Pa" Ferguson emot mutor i samband med benådningar och delstatens vägbyggeprojekt. Försöket att avsätta även "Ma" Ferguson misslyckades men kritiken mot henne hjälpte Dan Moody till segern i demokraternas primärval inför guvernörsvalet 1926. I primärvalet 1930 förlorade hon mot Ross S. Sterling som vann själva guvernörsvalet och fick i ämbetet möta väljarnas missnöje i den stora depressionens Texas. Ferguson besegrade Sterling i primärvalet 1932 och vann sedan själva guvernörsvalet mot republikanen Orville Bullington. "Ma" Ferguson var mindre kontroversiell under sin andra ämbetsperiod som guvernör. Hon ställde inte upp för omval i guvernörsvalet 1934.

## En sista kampanj
"Ma" Ferguson kandiderade en gång till i demokraternas primärval inför guvernörsvalet 1940. Den gången var hennes kampanj radikal i och med att hon förespråkade en ordentlig satsning i utbildning, socialskydd för äldre texasbor och yttrade dessutom sitt stöd för fackföreningsrörelsen. Hon förlorade mot en mera konservativ kandidat, W. Lee O'Daniel.
Miriam A. Ferguson avled 1961 och gravsattes på Texas State Cemetery i Austin.